# Nàng tiên cá 2: Trở về biển cả
Nàng tiên cá 2: Trở về biển cả (tựa tiếng Anh: The Little Mermaid II: Return to the Sea) là một bộ phim hoạt hình của hãng hoạt hình Walt Disney sản xuất vào năm 2001. Đây là phần tiếp theo của phim Nàng tiên cá. Phim kể về cuộc hành trình gian khổ mà Melody - con gái của Ariel - sẽ phải đối mặt với người chị độc ác của mụ phù thủy Ursula - mụ phù thủy Morgana.

## Nội dung
Hôm nay là ngày vui trọng đại của cả hai thế giới: mặt đất và biển khơi. Vì họ sẽ ăn mừng sự ra đời của một bé gái, con gái của chàng hoàng tử Eric và nàng tiên cá Ariel - Melody.
Vua thủy tề Triton cũng đến dự và ông có một món quà dành cho cháu, đó là chiếc dây chuyền có khắc tên Melody trên mặt. Khi mở ra nó sẽ hiện ra hình ảnh lâu đài của Triton và những nàng tiên cá đang bơi lội. Như vậy Melody sẽ có thể nhớ ra mình là ai.
Bữa tiệc đang rất vui vẻ thì mụ phù thủy Morgana xuất hiện. Mụ ta lấy chiếc đuôi bạch tuộc của mình quắp chặt bé Melody lại, đòi vua Triton hãy giao vương quốc cho mụ ta, nếu không mụ ta sẽ giết Melody. Được cha là hoàng tử Eric cứu giúp, Melody đã được cứu nhưng mụ phù thủy độc ác kia đã biến mất và nói rằng sẽ có ngày quay lại. Ariel quyết định để bé Melody tránh xa biển khơi, nàng tạm thời không tiếp xúc với họ ngoại của Melody để tránh sự theo dõi của Morgana.
Thời gian dần trôi, Melody đã khôn lớn trở thành một cô bé 12 tuổi. Mặc dù bị cha mẹ cấm ra biển, nhưng cuối cùng cô vẫn ra và quan hệ với những người bạn như cua Sebastian và mòng biển Scuttle.
Một ngày kia, cô vẫn ra biển như thường và phát hiện món quà mà ông ngoại tặng mình ngày xưa mà cô không hề biết. Vui sướng, Melody nói ngay với mẹ thứ mình nhặt được. Sau một hồi tranh cãi, cô quyết định đi tìm mụ phù thủy Morgana để lý giải điều này.
Cuối cùng, Melody đã đến chỗ mụ phù thủy. Morgana giải thích rõ nguồn gốc của cô và biến Melody thành nàng tiên cá với điều kiện cô hãy đi lấy cây đinh ba quyền lực về cho mụ, địa điểm ở Atlantica, nơi ông ngoại Melody ở.
Sau khi cô lấy cây đinh ba, Ariel cũng đến Atlantica nhưng đã phát hiện ra cây đinh ba bị mất. Được sự giúp đỡ của các bạn, nàng cũng đã đến chỗ của mụ phù thủy Morgana. Nhưng đã quá muộn, Melody đã đưa cây đinh ba cho mụ. Giờ đây, Morgana đã mạnh hơn rất nhiều. Mụ liền nhốt Melody lại và bắt Ariel đi.
Phải cố gắng lắm Melody mới thoát khỏi ngục tối của Morgana. Cô liền đến ngay chỗ mụ. Morgana đang thống trị vương quốc riêng của mụ và tất cả cư dân Atlantica bị buộc phải quỳ gối chào. May thay Melody xuất hiện. Sau khi vật lộn với Morgana, cô cũng lấy được cây đinh ba, liền ném xuống cho ông ngoại. Trong chốc lát, Triton biến Morgana thành tảng băng mãi mãi. Sau đó Melody đã dùng cây đinh ba của ông ngoại mình phá vỡ bức tường đã ngăn cách tòa lâu đài và biển bấy lâu nay như là điều ước mà vua Triton dành cho cháu gái của mình. Từ đó, Melody và tất cả mọi người sống trong vui sướng vì sự yên bình đã trở lại với họ.

## Diễn viên lồng tiếng
- Jodi Benson vai Ariel
- Tara Strong vai Melody
- Samuel E. Wright vai Cua Sebastian
- Pat Carroll vai Morgana
- Rob Paulsen vai Hoàng tử Eric
- Kenneth Mars vai Vua thủy tề Triton
- Cam Clarke vai Cá Flounder
- Buddy Hackett vai Mòng biển Scuttle
- Clancy Brown vai Cá mập hổ Undertow
- Max Casella vai Chim cánh cụt Tip
- Stephen Furst vai Moóc Dash
- Rene Auberjonois vai Bếp trưởng Louis
- Edie McClurg vai Carlotta
- Kay E. Kuter vai Grimsby
- Frank Welker vai Chú chó Max